# ناحیه گانگ دونگ
ناحیه گانگ دونگ (به انگلیسی: Gangdong District) یکی از ناحیه‌های شهر سئول، پایتخت کره جنوبی است.